# Isaak Schlösser
Isaak Schlösser (* 1. Januar 1708 in Elberfeld (heute Stadtteil von Wuppertal); † 19. Mai 1782 ebenda) war Bürgermeister von Elberfeld.
Schlösser wurde als Sohn des Elberfelder Kaufmanns Johannes Schlösser (1667–1721) und dessen Frau Anna Margareta von Carnap (1667–1737), der Tochter des Bürgermeisters von 1671 und 1684, Peter von Carnap geboren. Er selbst begann ebenfalls als Kaufmann in Elberfeld und heiratete am 21. Dezember 1735 die aus Soest stammende Antonetta Katharina Sombart (1717–1775), mit der er elf Kinder hatte. Eine davon, Charlotta Schlösser (1743–1815) heiratete in zweiter Ehe den Bürgermeister von 1773, Johann Jakob Schlösser (1742–1788).
Schlösser war 1749 erstmals im Rat der Stadt Elberfeld. Das zweite Mal wurde er 1765 in den Rat gewählt. Bei der Wahl des Bürgermeisters 1768 stand er erstmals auf der Vorschlagsliste und wurde auch gleich gewählt. Im Jahr darauf wurde er Stadtrichter und 1770 nochmal Ratsmitglied.